# 国际手语翻译协会
国际手语翻译协会(简称 WASLI)是一个国际组织，旨在推广手语口译的职业。
WASLI 于2003年7月23日在加拿大蒙特利尔举行的第十四届世界聋人联合会大会上成立的。 它的办公室位于澳大利亚。